# В глибині сцени
«В глибині сцени» (англ. Upstage) — американська мелодрама режисера Монта Белла 1926 року.

## Сюжет
Доллі — дівчинка, що захоплюється театром. Її чия кар'єра йде на спад, доки Доллі не починає брати участь в шоу на мужність, у якому в неї метають ножі.

## У ролях
- Норма Ширер — Доллі Хейвен
- Оскар Шоу — Джонні Шторм
- Тенен Голц — Сем Девіс
- Гвен Лі — Діксі Мейсон
- Дороті Філліпс — міс Вівер
- Дж. Френк Глендон — містер Вівер
- Ворд Крейн — Воллес Кінг
- Чарльз Мікін — режисер